# 다바타 마키
다바타 마키(일본어: 田畑 真紀, たばた まき, 1974년 11월 9일~)는 일본의 은퇴한 스피드스케이팅 선수, 사이클 선수, 지도자이다.
홋카이도 출신이며, 현역 시절 빙상 명문 실업팀인 후지 급행과 다이치 소속으로 뛰었다. 2000년 세계 올라운드 선수권 대회 동메달과 세계 종목별 선수권 대회 은메달 2개, 동메달 4개를 획득하였고, 아시아 선수권 대회에서 여러 차례 우승한 아시아권 최고의 여자 장거리 선수 중 하나이다. 올림픽에 5회 참가했으며(1994년, 2002년, 2006년, 2010년, 2014년), 2010년 올림픽 팀 추월에서 은메달을 획득하였다.